# كهف النبي لوط
كهف النبي لوط هو أحد الكهوف الأثرية في الأردن يقع على سطح الجبل المطل على بلدة غور الصافي من الجهة الشرقية الشمالية في مدينة الكرك، سُمي بهذا الاسم نسبه إلى النبي لوط (ابن أخ النبي إبراهيم) حيث التجأ إليه بعد تدمير سدوم وعمورة. افتُتح الكهف رسميا أمام الحركة السياحية في السابع من أبريل عام 2002 حيث يجتذب ما يزيد قليلا عن 3500 شخص كل عام.

## التاريخ والبناء
يعتبر هذا الكهف واحدا من أهم المواقع الأثرية الموجودة في المنطقة وله أهمية دينية عند أتباع الديانات الإبراهيمية، حيث يعتقد الباحثون أن النبي لوط عاش فيه قبل أكثر من خمسة آلاف سنة. تشير الاكتشافات الأثرية إلى أن هذا الكهف استخدم لأول مرة في العصر البرونزي المبكر ما بين القرنين الخامس والسابع للميلاد، وقد أقام المسيحيون الأوائل كنيسة في الكهف، استخدمت كنيسة وديرا في آن واحد، وأن بناءها كان في عام 606 للميلاد، وقد أظهرت نقوش في الكنيسة مكتوبة باللغة اليونانية اسم المطران ورئيس الرهبنة، في حين كُشف في الكنيسة عن الهيكل والمذبح الذي عثر فيه على بقايا طاولته وعلى كرسي المطران وهو ما يؤكد من وجهة نظر مؤرخين العلاقات المتميزة وحالة التآخي بين المسلمين والمسيحيين.
يحتوي الكهف على ساحة مبلطة بفسيفساء تعلوها رسومات لطيور وحيوانات وأشجار، تحكي قصة حياة النبي لوط  وقومه والذين عاشوا في المنطقة بحسب ما تفيد به النقوش اليونانية القديمة الموجودة على أرضية الفسيفساء. كما يعتقد الباحثون أن ابني النبي لوط مؤاب وعمون قد ولدا فيه، ما يعني أن للكهف أهمية تاريخية بالنسبة إلى الأردن لأنه يربط بين العمونيين الذين حكموا شمال الأردن والمؤابيين الذين حكموا جنوبها.
وفي النهاية اكتُشفت ثلاثة نقوش حجرية أكدت أن هذا المكان هو دير النبي لوط، وهو ما أكدته أيضا خارطة مادبا الفسيفسائية المشهورة التي تضمّ تصوير الموقع في القرن السادس الميلادي. وتشير موجودات خزفية عثر عليها في الكهف أيضا إلى أن آخر استعمال للموقع كان في الفترة العباسية الأولى.